# Пам'ятники Бердянська
Бердянськ відрізняється неординарністю деяких своїх пам'ятників. Нарівні з пам'ятником О. С. Пушкіну, П. П. Шмідту, в місті стоять пам'ятники бичку-годувальнику, сантехніку, хлопчику-рибалці, жабі (так називають його місцеві жителі), дітям лейтенанта Шмідта. Велику популярність має крісло бажань. Символом міста є альтанка на березі моря.
Пам'ятник дачникам розташований поруч з центральним ринком. Остання частина Азовського проспекту, яка постала оновленою в 2008 році, прикрашена скульптурною композицією — «Щасливе дитинство».
| Назва                              | Рік встановлення | Розташування                               | Фото | Короткі відомості |
| 2000-літтю Різдва Христового       |                  | Азовський проспект                         |      | |
| Альтанка                           |                  | вулиця Горького                            |      | |
| Башмаки-скороходи                  |                  | вулиця Кіммерійська, 3                     |      | |
| Бичку-годувальнику                 | 2000             | Приморська площа                           |      | автори М. Мироненко. В. Михайлов |
| Бродському Ісаку Ізраїлевичу       |                  | вулиця Центральна, біля музею Бродського   |      | |
| Бурксеру Євгену                    |                  | на території санаторію «Бердянський»       |      | Пам'ятник Бурксеру Євгену Самійловичу, українському геохіміку, професору. |
| Вічний вогонь                      |                  |                                            |      | |
| Воїнам, що загинули в Афганістані  |                  |                                            |      | |
| Гармата                            |                  | проспект Перемоги                          |      | Гармата з військового корабля «Боєць» піднята з моря в 1863 році |
| Дачникам                           |                  | проспект Труда                             |      | |
| Дітям лейтенанта Шмідта            | 2002             | парк Шмідта                                |      | Два блудних офіцерських сина сидять на стільцях недалеко від парку імені Шмідта. В руці у Балаганова келих з пивом, а поряд з Остапом — порожній стілець з написом на сидінні «Пиво відпускається тільки членам профспілки». Третій син героя революції — Паніковський — на пам'ятник не потрапив. |
| Євреям                             |                  | вулиця Горького                            |      | |
| Жабі                               |                  | вулиця Горького                            |      | 250-кілограмова скульптура з бронзи з двома мобільними телефонами, пачкою банкнот і масивним золотим ланцюгом сидить на головах чотирьох осіб: чоловіка, жінки, літньої людини та дитини. Вона є уособленням фрази «жаба давить». |
| Закохані два серця                 |                  |                                            |      | |
| Звільненню Бердянська              | 1983, 17 вересня | Азовський проспект                         |      | Встановлений до 40-річчя звільнення міста від німецько-фашистськиої окупації |
| Комару-цвіркуну                    |                  |                                            |      | |
| Крейсер                            | 1975, 9 травня   | вулиця Горького                            |      | Спороджений в честь 30-річчя перемоги при активній підтримці Головнокомандуючого ВМФ СРСР Горшкова С. Г. в пам'ять про подвиги моряків Азовської військової флотилії |
| Крісло бажань                      |                  | Приморська площа                           |      | |
| Крітському                         |                  | Азовський проспект                         |      | Капітану ІІ рангу Крітському, що визначив місце для будівництва пристані Бердянськ |
| Ленін і Горький                    |                  |                                            |      | |
| Ліквідаторам аварії на ЧАЕС        |                  |                                            |      | |
| Літак                              |                  |                                            |      | |
| Макет Бердянської коси             |                  | вулиця Горького                            |      | |
| Матросам Великої Вітчизняної війни |                  | парк Шмідта                                |      | |
| Осипенко Поліні                    |                  | біля залізничного вокзалу                  |      | |
| Першій Бердянській раді            |                  | площа Єдності                              |      | Збудований в межах міфу про «дев'ятнадцять бердянських комісарів», що створений радянською пропагандою як культ поклоніння й масової пропаганди. |
| Пушкіну Олександру Сергійовичу     | 1967             | у сквері Пушкіна (Азовський проспект, 33;) |      | Пам'ятник поетові-класику російської літератури О. С. Пушкіну було відкрито 10 липня 1967 року. Автори пам'ятника — скульптор Г. В. Нерода та архітектор О. Юрчук. Пам'ятник — повнофігурна чавунна фігура на прямокутному постаменті з сірого граніту. |
| Рибакам                            |                  | вулиця Горького                            |      | |
| Рибачку                            |                  | вулиця Горького                            |      | |
| Сантехніку                         |                  | вулиця Кіммерійська                        |      | Сантехніка звуть Михайло Потапов. У нього в роті є місце для сигарети, і зазвичай її туди кладуть. |
| Сонячний годинник                  | 2001             | Приморська площа                           |      | Сонячний годинник у місті Бердянську. Циферблат діаметром 6 метрів виготовлено з мармурової плитки в стилі флорентійської мозаїки. Стрілка довжиною 3 метри 30 сантиметрів зроблена зі спеціальної нержавіючої сталі. Вона встановлена в центрі циферблата з півдня на північ і нахилена під кутом 46.8 градуса (це географічна широта міста Бердянська) убік північного полюса світу. На циферблаті розташовані поділки, на які падає сонячна тінь від стрілки, і за якими проводять відлік часу. Це дає змогу розраховувати час із точністю до 15 хвилин. Сонячний годинник показує істинний місцевий сонячний час, що відповідає географічному меридіану міста Бердянська — 36.8 градуса на схід від Гринвіча. Істинний місцевий сонячний час відрізняється від прийнятого в Україні київського часу (часу другого годинного поясу) та від «літнього часу». У Бердянську точний сонячний полудень (момент, коли Сонце перетинає небесний меридіан) наступає на 27 хвилин раніше «київського часу» або на 33 хвилини пізніше від «літнього київського часу». Наприклад, коли бердянський сонячний годинник показує 12 годин, на наших звичайних годинниках уже 12 годин 33 хвилини влітку або 11 годин 33 хвилини взимку. І навпаки, коли в Києві влітку дванадцята година, у Бердянську лише 11 годин 27 хвилин. Усі ці приклади подані без урахування так званого «рівняння часу» — поправки за нерівномірність обертання Землі навколо Сонця. |
| Тим, хто не повернувся з моря      |                  |                                            |      | |
| Фонтан                             |                  | Азовський проспект                         |      | |
| Червоноармійцям та мешканцям міста | 1974             | Західний проспект                          |      | Пам'ятник червоноармійцям 3-ї кавбригади та мешканцям міста, що загинули 12 грудня 1920 року при захисті Бердянська. |
| Шмідту Петру Петровичу             |                  | парк Шмідта                                |      | |
| Щасливому дитинству                | 2008, 1 червня   | Азовський проспект                         |      | Ідея створення пам'ятника належить місцевому підприємцю — організатору першого в регіоні віртуального автоцентру Євгену Попову. Пам'ятник встановлений у центрі Бердянська і є кованою збільшеною копією дитячого триколісного велосипеда, який тонований під бронзу і змінює колір залежно від погоди. У сонячну погоду він салатово-сріблястий, у похмуру набуває темно-зеленого відтінку. Пам'ятник створений на спонсорські кошти місцевими майстрами і переданий у дар Бердянську і офіційно відкритий в День захисту дітей. |
| Графу Воронцову                    | 2010, 17 серпня  |                                            |      | |
| Василу Левському                   |                  | вулиця Шевченка                            |      | |

## Колишні пам'ятники
| Назва                    | Дата встановлення | Дата демонтажу | Розташування     | Фото                                                                          | Короткі відомості |
| Леніну Володимиру Іллічу |                   | 28.01.2015     | Приморська площа | Пам'ятник визволення Бердянська від ідолів тоталітаризму (28 січня 2015 року) | Проект Носенка І. М., архітектор Жарков Н. Л., скульптори Воронский М. К., Олійник О. П.; З 28 січня 2015 року — Пам'ятник визволення Бердянська від ідолів тоталітаризму |